# Гомер (Мічиган)
Гомер (англ. Homer) — селище (англ. village) в США, в окрузі Калгун штату Мічиган. Населення — 1575 осіб (2020).

## Географія
Гомер розташований за координатами 42°8′47″ пн. ш. 84°48′35″ зх. д. / 42.14639° пн. ш. 84.80972° зх. д. (42.146423, -84.809738).  За даними Бюро перепису населення США в 2010 році селище мало площу 3,74 км², з яких 3,61 км² — суходіл та 0,12 км² — водойми.

## Демографія
Згідно з переписом 2010 року, у селищі мешкало 1668 осіб у 615 домогосподарствах у складі 435 родин. Густота населення становила 446 осіб/км².  Було 722 помешкання (193/км²).
Расовий склад населення:
| - 97,7 % — білих - 0,4 % — корінних американців - 0,4 % — азіатів - 0,3 % — чорних або афроамериканців |

До двох чи більше рас належало 0,7 %. Частка іспаномовних становила 2,8 % від усіх жителів.
За віковим діапазоном населення розподілялося таким чином: 30,3 % — особи молодші 18 років, 57,3 % — особи у віці 18—64 років, 12,4 % — особи у віці 65 років та старші. Медіана віку мешканця становила 33,5 року. На 100 осіб жіночої статі у селищі припадало 94,6 чоловіків;  на 100 жінок у віці від 18 років та старших — 89,1 чоловіків також старших 18 років.
Середній дохід на одне домашнє господарство  становив 49 154 долари США (медіана — 36 510), а середній дохід на одну сім'ю — 58 514 долари (медіана — 43 281). Медіана доходів становила 37 250 доларів для чоловіків та 35 213 долари для жінок. За межею бідності перебувало 19,1 % осіб, у тому числі 17,9 % дітей у віці до 18 років та 15,4 % осіб у віці 65 років та старших.
Цивільне працевлаштоване населення становило 725 осіб. Основні галузі зайнятості: виробництво — 25,4 %, освіта, охорона здоров'я та соціальна допомога — 23,0 %, мистецтво, розваги та відпочинок — 11,3 %, роздрібна торгівля — 8,8 %.